# Oxalis salticola
Oxalis salticola är en harsyreväxtart som beskrevs av A. Lourteig. Oxalis salticola ingår i släktet oxalisar, och familjen harsyreväxter. Inga underarter finns listade i Catalogue of Life.